# Општина Манешти (Дамбовица)
Манешти (рум. Măneşti) општина је у Румунији у округу Дамбовица.
Oпштина се налази на надморској висини од 315 m.